# Cidlina (vattendrag)
Cidlina är ett vattendrag i Tjeckien. Det rinner genom regionerna Liberec, Hradec Králové och Mellersta Böhmen, i den centrala delen av landet, 70 km öster om huvudstaden Prag.